# Simone Cerasuolo
Simone Cerasuolo (Imola, 22 giugno 2003) è un nuotatore italiano, primatista mondiale juniores dei 50 m e dei 100 m rana in vasca corta e medaglia d'oro nei 50 metri rana ai mondiali di Singapore del 2025.

## Carriera sportiva
Si allena insieme al capitano degli azzurri Fabio Scozzoli, seguiti dal tecnico Cesare Casella.
Nel 2021 stabilisce due volte il record del mondo juniores sui 50 metri rana in vasca corta: il 25 aprile a Riccione ai campionati regionali dell'Emilia-Romagna vince i 50 rana con 26"26; il 30 novembre, sempre a Riccione, si migliora ulteriormente con il crono di 25"85. In quell'occasione vince anche il suo primo titolo italiano assoluto. Il giorno seguente vince anche i 100 metri stabilendo anche in quest'occasione il nuovo record del mondo juniores con 56"66
Nell'estate del 2021 partecipa ai Campionati europei giovanili di nuoto 2021, disputando i 50 ed i 100 rana. Sulla distanza lunga segna il proprio primato personale in batteria con 1'00”78, classificandosi poi terzo in finale; sulla distanza breve vince invece il titolo europeo con 27"29, anch'esso nuovo primato personale.
Nel 2022 ottiene le prime medaglie internazionali a livello senior: agli europei casalinghi di Roma arriva secondo nei 50 metri rana, dietro al connazionale Nicolò Martinenghi; ai mondiali in corta di Melbourne, invece, vince il bronzo sulla stessa distanza ed ottiene tre medaglie (un oro, un argento, e un bronzo) in tre staffette, pur partecipando in tutte le occasioni soltanto alle batterie senza disputare le finali. Nel 2023 invece conquista la medaglia d'argento nei 50 metri rana agli europei in vasca corta di Otopeni, alle spalle di Martinenghi.
Nel 2025 conquista, ai mondiali di Singapore, il suo primo oro iridato in vasca lunga, vincendo i 50 metri rana (primo italiano a riuscirci nella storia della competizione).

## Palmarès

### Competizioni internazionali
| Anno | Manifestazione          | Sede      | Evento               | Risultato        | Prestazione | Note   |
| ---- | ----------------------- | --------- | -------------------- | ---------------- | ----------- | ------ |
| 2021 | Europei giovanili       | Roma      | 50 m rana            | Oro              | 27"29       |        |
| 2021 | Europei giovanili       | Roma      | 100 m rana           | Bronzo           | 1'01"56     | [ 6 ]  |
| 2021 | Europei giovanili       | Roma      | 4 × 100 m mista      | 4º               | 3'41"11     | [ 7 ]  |
| 2022 | Mondiali                | Budapest  | 50 m rana            | 5º               | 26"98       |        |
| 2022 | Europei                 | Roma      | 50 m rana            | Argento          | 26"95       | [ 8 ]  |
| 2022 | Europei                 | Roma      | 100 m rana           | 6º in batteria   | 1'00"51     | [ 9 ]  |
| 2022 | Mondiali in vasca corta | Melbourne | 50 m rana            | Bronzo           | 25"68       | [ 10 ] |
| 2022 | Mondiali in vasca corta | Melbourne | 100 m rana           | 6º               | 56"99       | [ 11 ] |
| 2022 | Mondiali in vasca corta | Melbourne | 4 × 50 m mista       | Oro              | 1'29"72     | [ 12 ] |
| 2022 | Mondiali in vasca corta | Melbourne | 4 × 100 m mista      | Bronzo           | 3'19"06     | [ 12 ] |
| 2022 | Mondiali in vasca corta | Melbourne | 4 × 50 m mista mista | Argento          | 1'36"01     | [ 12 ] |
| 2023 | Mondiali                | Fukuoka   | 50 m rana            | 9º in semifinale | 27"07       |        |
| 2023 | Europei U23             | Dublino   | 50 m rana            | Oro              | 26"94       |        |
| 2023 | Europei U23             | Dublino   | 100 m rana           | Finale           | dq          |        |
| 2023 | Europei in vasca corta  | Otopeni   | 50 m rana            | Argento          | 25"83       |        |
| 2023 | Europei in vasca corta  | Otopeni   | 100 m rana           | 5°               | 56"89       |        |
| 2024 | Mondiali in vasca corta | Budapest  | 4x100 m misti        | Bronzo           | 3'19"91     | [ 12 ] |
| 2025 | Mondiali                | Singapore | 50 m rana            | Oro              | 26"54       | [ 13 ] |

### Campionati italiani
| Anno | Edizione    | rana 50 m | rana 100 m | misti 4 × 100 m |
| ---- | ----------- | --------- | ---------- | --------------- |
| 2021 | Primaverili | 3°        | -          | -               |
| 2021 | Invernali   | 1°        | 1°         | -               |
| 2022 | Primaverili | 2°        | 2°         | -               |
| 2022 | Estivi      | 1°        | 3°         | -               |
| 2022 | Invernali   | 1°        | 1°         | -               |
| 2023 | Primaverili | 2°        | 3°         | 1°              |
| 2023 | Invernali   | 2°        | -          | -               |
| 2024 | Primaverili | 1°        | 3°         | 1°              |
| 2024 | Invernali   | 1°        | 1°         | -               |
| 2025 | Primaverili | 1°        | 2°         | -               |